# Mansión de Dzelzava
La Mansión de Dzelzava (en letón: Dzelzavas muižas pils; en alemán: Selsau) es una casa señorial en la parroquia de Dzelzava, municipio de Madona en la región de Vidzeme  de Letonia. Fue construida en estilo barroco y completada en 1767. Dañada por un incendio en 1905, fue enteramente restaurada según su apariencia original en 1908 bajo la guía del arquitecto Vilhelms Bokslafs. El edificio actualmente alberga la escuela primaria de Dzelzava.